# Шарл Н'Зогбиа
Шарл Н'Зогбия (роден на 28 май 1986 г.) е френски футболист от конголийски произход, който играе за Астън Вила във Висшата лига. Бил е част от младежкия национален отбор на Франция, а през 2010 г. записва и първите си мачове за мъжкия отбор на страната. Играе предимно на поста ляво крило, но има опит и като атакуващ полузащитник.

## Кариера

### Начало на кариерата и трансфер в Тотнъм
Н'Зогбия започва кариерата си в академията на Льо Авър. Едва 17-годишен е забелязан от тогавашния главен скаут в Нюкясъл, Чарли Уудс. Уудс урежда Н'Зогбия да премине тестови период в английския клуб. След около месец тренировки с Нюкясъл, Шарл успява да впечатли с изявите си и клубът заявява намерение да го привлече. Ситуацията се заплита от факта, че играчът има сключен ученически договор с Льо Авър. Нюкясъл от своя страна твърдят, че според правилата на ФИФА играчът има право да осъществи свободен трансфер. Френската страна обаче заплашва да заведе дело в Спортния арбитражен съд в Лозана. В крайна сметка Нюкясъл заплаща на Льо Авър трансферна сума от 250 000 британски паунда за Н'Зогбия под формата на компенсация за развитие на млад играч.

### Престой в Тотнъм
Трансферът на Н'Зогбия е официално завършен на 2 септември 2004, като така той става последният играч, закупен от сър Боби Робсън.